# Champigny-sur-Marne
Champigny-sur-Marne este un oraș în Franța, în departamentul Val-de-Marne, în regiunea Île-de-France, la sud de Paris. 
În orașul Champigny-sur-Marne există o biserică ortodoxă ce depinde de Patriarhia Română
Parohia Ortodoxă Română are hramul Întâmpinarea Domnului și a fost înființată de Înaltpreasfințitul Părinte Mitropolit IOSIF al Mitropoliei Ortodoxe Române a Europei Occidentale și Meridionale în anul 2014.  
Prima Dumnezeiască Liturghie ortodoxă a fost săvârșită în orașul Champigny-sur-Marne la 30 noiembrie 2014, la praznicul Sf. Apostol Andrei cel Întâi chemat. 